# Leuchtturm Paphos
Der Leuchtturm Paphos ist ein Leuchtturm im Südwesten der geografischen Küstenregion der Mittelmeerinsel Zypern, in der Nähe der Stadt Paphos des gleichnamigen Bezirkes der Republik Zypern.

## Geschichte und Bauwerk
Mit Paphos handelt es sich um einen der antiken Häfen Zyperns, wobei die große archäologische Stätte bis in den Hafen hineinreicht. Oberhalb von diesem archäologischen Odeon befindet sich der Leuchtturm von Paphos.
Die heute auf Zypern existierenden Leuchttürme stammen aus dem letzten Viertel des 19. Jahrhunderts. Sie wurden während der britischen Herrschaft über Zypern erbaut und für ihre Baumaterialien wurden Zyperns Materialien verwendet. Der Leuchtturm Paphos war 1888 der erste, den die Briten errichteten. Der 20 Meter hohe Leuchtturm wurde während der Zeit der britischen Kolonialherrschaft gebaut, da in dieser Zeit Zypern ein wichtiger militärischer Stützpunkt war, um die Handelsrouten in andere Kolonien zu kontrollieren. Das Licht markierte die Anlandungsstelle für die Verschiffung von Waren aus Großbritannien zum Hafen von Paphos.
Der Leuchtturm ist weiß gestrichen und hat eine Verbindung zu einem Wärterhaus und zu einem Nebengebäude. Mit einer Feuerhöhe von 36 m über dem Meeresspiegel ist sein Licht aus 17 Seemeilen zu sehen und besteht aus einem langen Blitz aus weißem Licht, der alle fünfzehn Sekunden leuchtet.
Heute sind alle Leuchttürme, die im freien Teil Zyperns betrieben werden, mit modernen Photovoltaikanlagen ausgerüstet und der Betrieb wird unbemannt ohne Leuchtturmwärter automatisiert das Licht des Leuchtturms aufrechterhalten.
Die zuständige Leuchtfeuer-Behörde ist seit ihrer Gründung Mitglied der International Association of Lighthouse Authorities (IALA).

Bilder vom zyprischen Leuchtturm Paphos
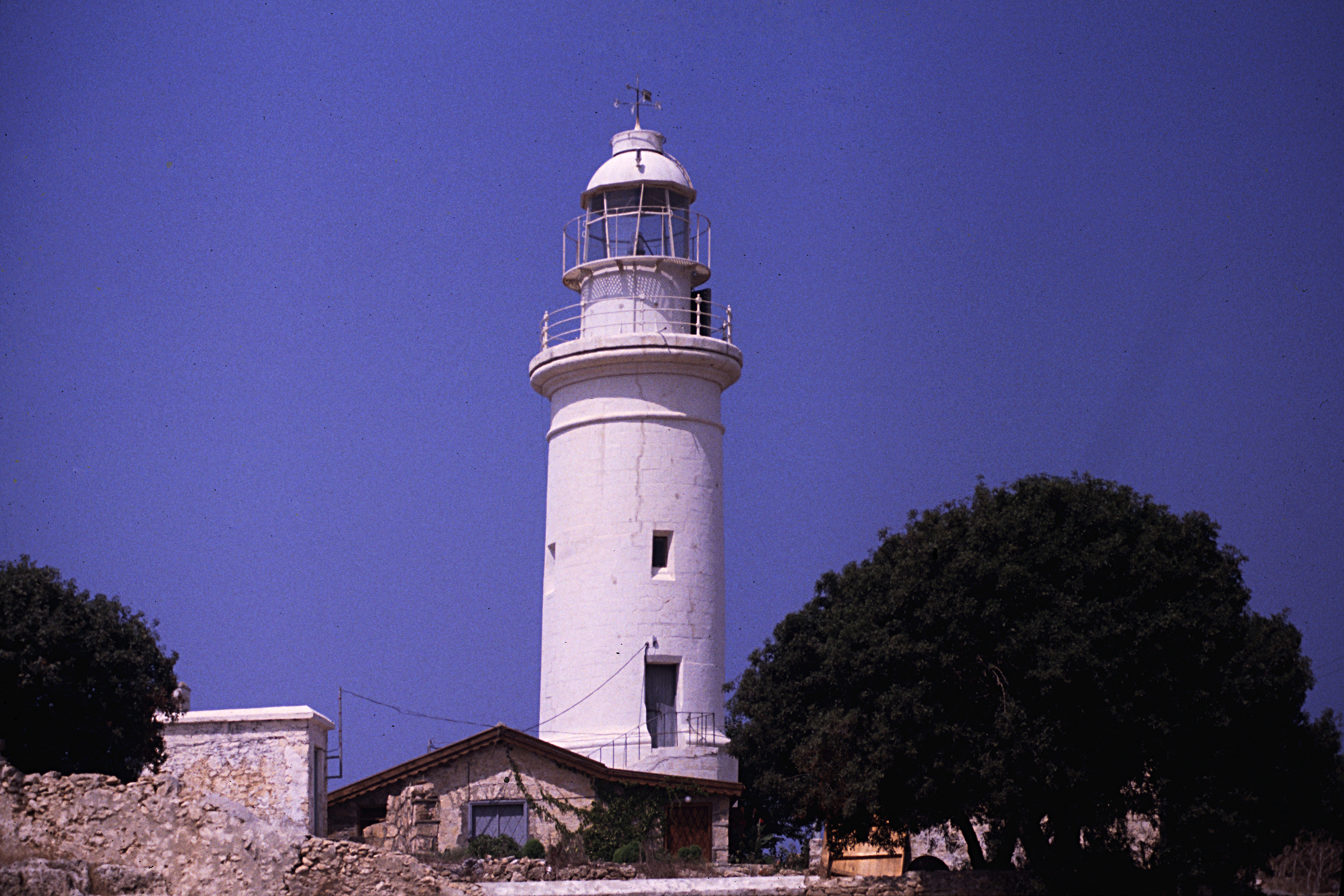
Leuchtturm
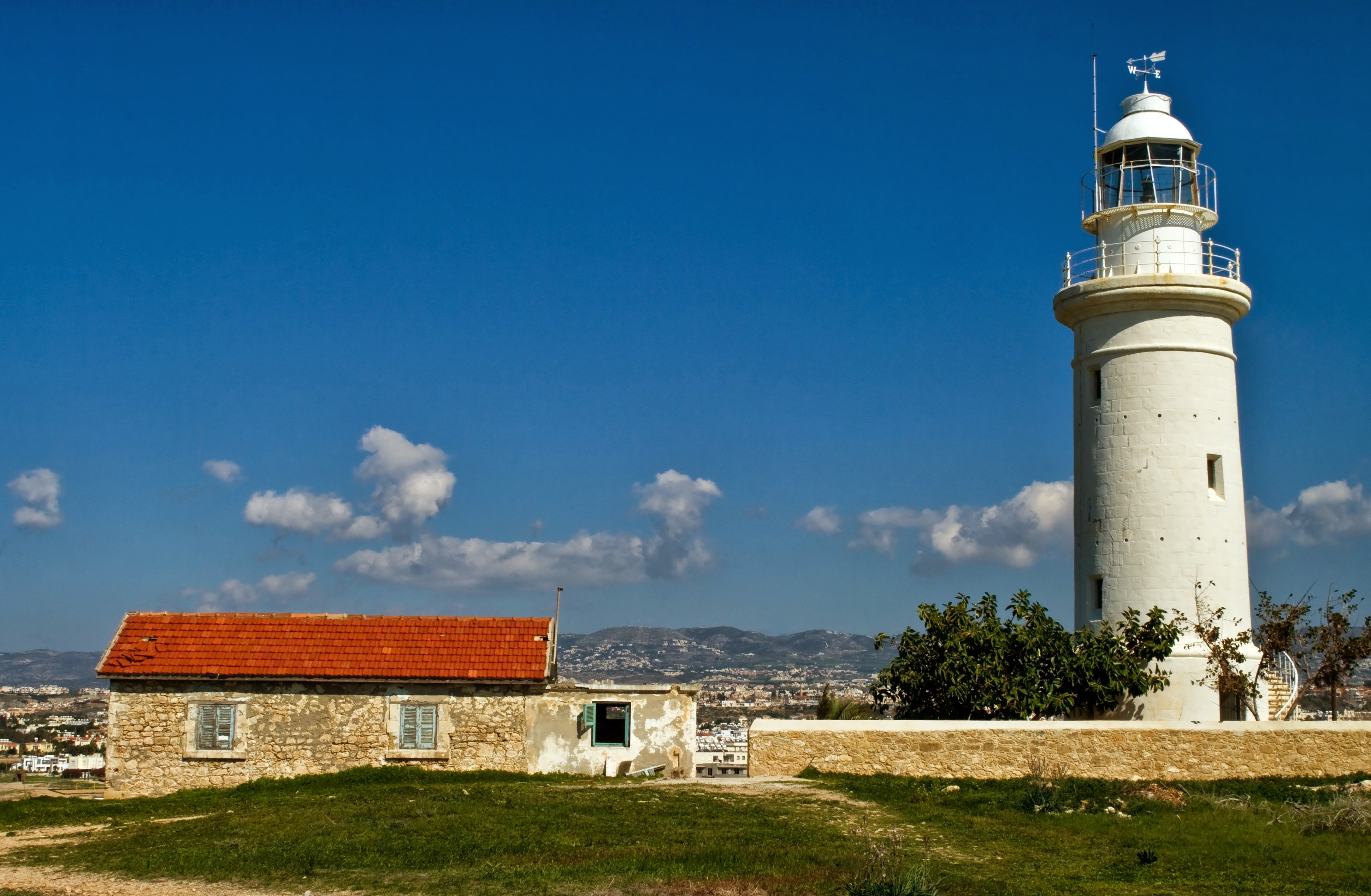
Blick zum Leuchtturm
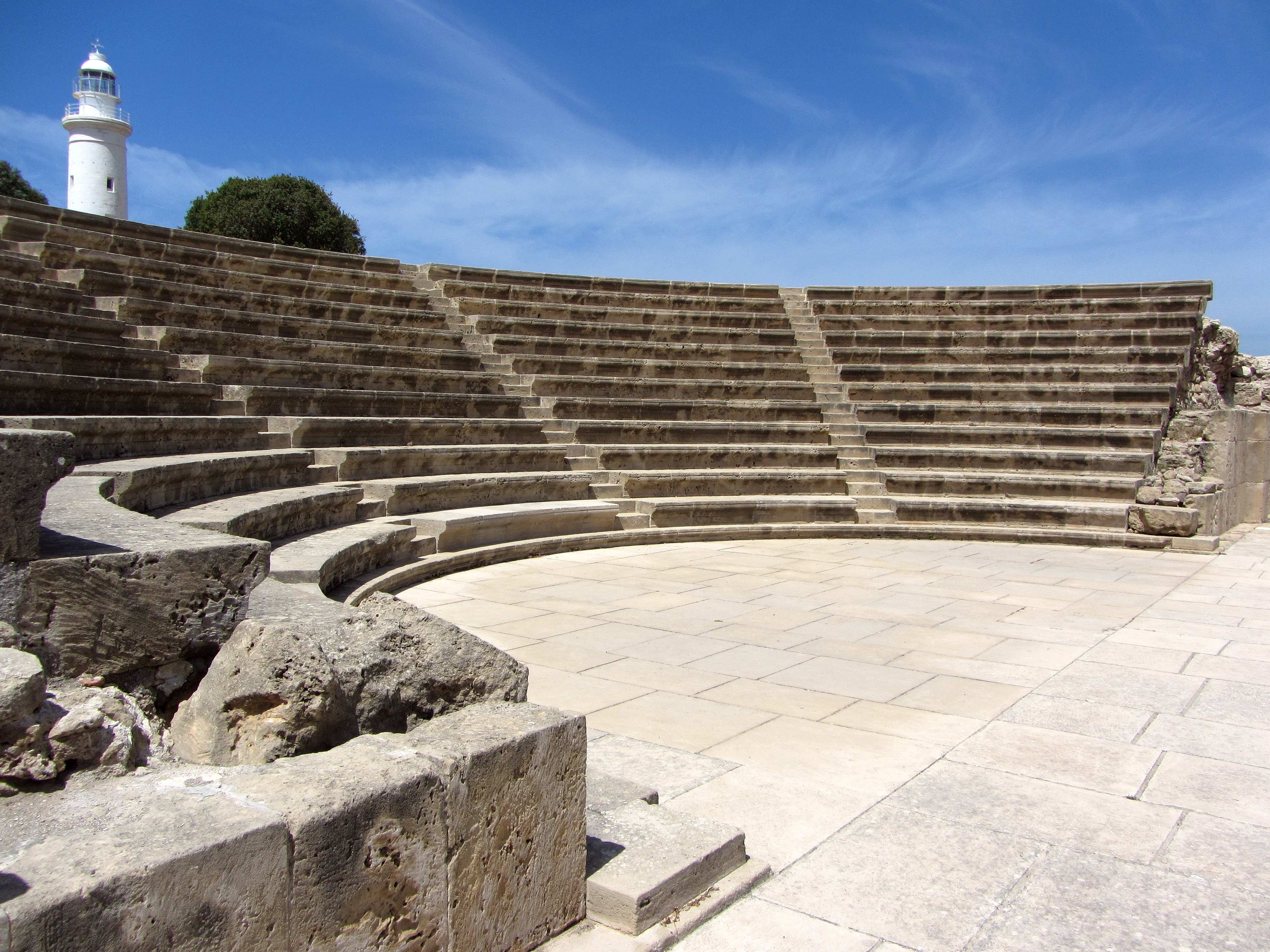
Theater und Leuchtturm
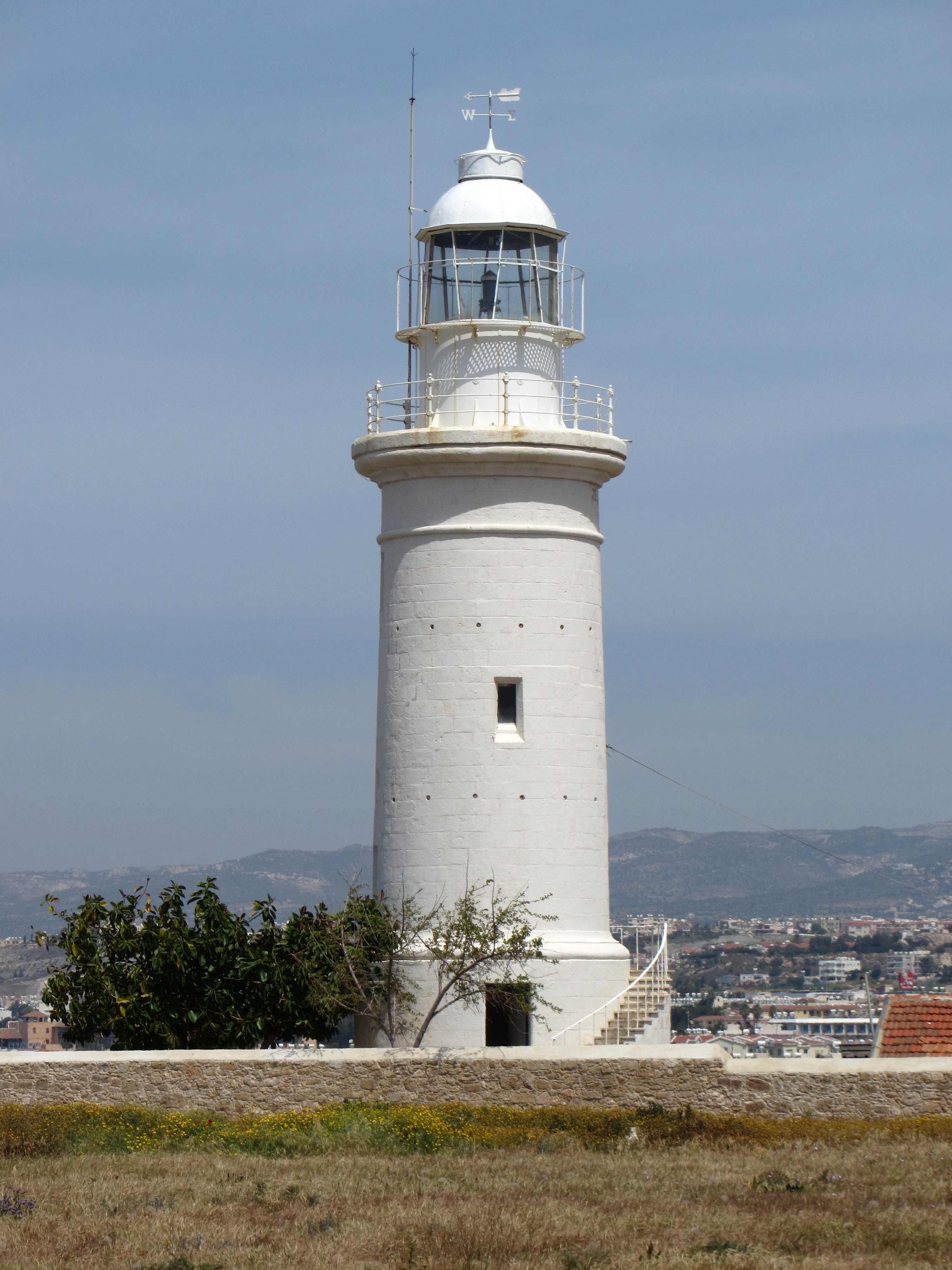
Leuchtturm